# Tre ragazze in blu
Tre ragazze in blu (Three Little Girls in Blue) è un film del 1946 diretto da H. Bruce Humberstone e John Brahm.
È un musical statunitense con June Haver, George Montgomery, Vivian Blaine, Celeste Holm e Vera-Ellen. È basato sull'opera teatrale del 1938  Three Blind Mice di Stephen Powys, da cui furono tratti anche Three Blind Mice (1938)  e Appuntamento a Miami (1941).

## Produzione
Il film, diretto da John Brahm poi sostituito da H. Bruce Humberstone su una sceneggiatura e un adattamento di Valentine Davies, Brown Holmes, Lynn Starling, Robert Ellis, Helen Logan e Mack Gordon e un soggetto di Stephen Powys (autore dell'opera teatrale), fu prodotto da Mack Gordon per la Twentieth Century Fox Film Corporation e girato nei 20th Century Fox Studios a Century City, Los Angeles, California, dall'inizio di novembre 1945 a fine febbraio del 1946.

## Colonna sonora
- On the Boardwalk in Atlantic City - musica di Josef Myrow, parole di Mack Gordon, cantata da Vera-Ellen, June Haver e Vivian Blaine
- You Make Me Feel So Young - musica di Josef Myrow, parole di Mack Gordon, cantata da Charles Smith, Vera-Ellen, ballata da Vera-Ellen e Charles Smith
- This Is Always - musica di Harry Warren
- Always a Lady - musica di Josef Myrow, parole di Mack Gordon, cantata da Celeste Holm
- A Farmer's Life Is a Very Merry Life - musica di Josef Myrow, parole di Mack Gordon, cantata da June Haver, Vivian Blaine e Vera-Ellen
- I Like Mike - musica di Josef Myrow, parole di Mack Gordon, cantata e ballata da Vera-Ellen
- Somewhere in the Night - musica di Josef Myrow, parole di Mack Gordon, cantata da Vivian Blaine
- You Say the Sweetest Things (Baby) - musica di Harry Warren

## Distribuzione
Il film fu distribuito con il titolo Three Little Girls in Blue negli Stati Uniti nell'ottobre 1946 (première a Atlantic City il 3 settembre 1946) al cinema dalla Twentieth Century Fox.
Altre distribuzioni:
- in Svezia il 21 novembre 1946 (3 flickor i blått)
- in Portogallo il 17 marzo 1947 (Três Raparigas Endiabradas)
- in Finlandia il 20 maggio 1949 (Kolme kosittavaa tyttöä)
- in Brasile (Precisa-se de Maridos)
- in Brasile (Procuram-se Maridos)
- in Italia (Tre ragazze in blu)
- in Grecia (Tria koritsia sta galazia)

## Promozione
La tagline è: They're all set to love... and it's all set to music.